# Serie del Caribe 2017
La Serie del Caribe 2017 fue un evento deportivo de béisbol profesional, que se disputó en el Estadio Tomateros de Culiacán (México) del 1 al 7 de febrero y fue ganada por los Criollos de Caguas de Puerto Rico por cuarta ocasión en la historia. Esta serie reunió a los campeones de torneos de países que integran la Confederación de Béisbol Profesional del Caribe, como lo son Venezuela, Puerto Rico, México y República Dominicana, así como Cuba, que participó en calidad de invitado.

## Estadio
Para los partidos oficiales, semifinales y final, se utilizó el Nuevo Estadio Tomateros con capacidad para 20 000 espectadores y que está ubicado en la ciudad de Culiacán (México).

## Formato del torneo
Los equipos se enfrentaron en un formato de todos contra todos a una sola ronda. Los 4 equipos con más juegos ganados disputaron las semifinales (1.º contra 4.º y 2.º contra 3.º) en las que los ganadores jugaron la final para decidir el campeón del torneo.

## Equipos participantes
| País                 | Equipo              | Liga/vía de clasificación                                                      |
| -------------------- | ------------------- | ------------------------------------------------------------------------------ |
| Cuba                 | Alazanes de Granma  | Campeón de la Serie Nacional de Béisbol (2016-17)                              |
| México               | Águilas de Mexicali | Campeón de la Liga Mexicana del Pacífico (2016-17)                             |
| Puerto Rico          | Criollos de Caguas  | Campeón de la Liga de Béisbol Profesional Roberto Clemente (2016-17)           |
| República Dominicana | Tigres del Licey    | Campeón de la Liga de Béisbol Profesional de la República Dominicana (2016-17) |
| Venezuela            | Águilas del Zulia   | Campeón de la Liga Venezolana de Béisbol Profesional (2016-17)                 |

## Ronda preliminar

### Posiciones
| Pos | Equipo              | J | G | P | Ave. | VTJ | CA | CP | DC  | H-H | TQB     |
| --- | ------------------- | - | - | - | ---- | --- | -- | -- | --- | --- | ------- |
| 1   | Águilas del Zulia   | 4 | 3 | 1 | .750 | 0   | 18 | 14 | +4  | 1-1 | +0,059  |
| 2   | Águilas de Mexicali | 4 | 3 | 1 | .750 | 0   | 16 | 9  | +7  | 1-1 | 0,000   |
| 3   | Alazanes de Granma  | 4 | 3 | 1 | .750 | 0   | 17 | 9  | +8  | 1-1 | - 0,059 |
| 4   | Criollos de Caguas  | 4 | 1 | 3 | .250 | 2   | 16 | 17 | -1  | 0-0 | 0,000   |
| 5   | Tigres del Licey    | 4 | 0 | 4 | .000 | 3   | 7  | 25 | -18 | 0-0 | 0,000   |

Glosario:
- J: Jugados
- G: Ganados
- P: Perdidos
- Ave: Promedio del Equipo
- VTJ: Ventaja
- CA: Carreras Anotadas
- CP: Carreras Permitidas
- DC: Diferencia de Carreras
- H-H: Head-To-Head (Racha entre dos equipos específicos. Se usa como criterio de desempate)
- TQB: Equilibrio de Calidad del equipo

| – | Clasificados a las semifinales. |
| – | Equipo Eliminado.               |

Para resolver el desempate en las tres primeras posiciones se recurrió a la fórmula del TQB.

#### Clasificación para la Segunda fase
- Hora local UTC-7:00 (tiempo de la zona Pacífico de México).

| Fecha        | Hora  | Visitante           | Resultado | Local               | Estadio                 |
| ------------ | ----- | ------------------- | --------- | ------------------- | ----------------------- |
| 1 de febrero | 15:00 | Alazanes de Granma  | 4-0       | Tigres del Licey    | Nuevo Estadio Tomateros |
| 1 de febrero | 20:00 | Criollos de Caguas  | 2-4       | Águilas de Mexicali | Nuevo Estadio Tomateros |
| 2 de febrero | 15:00 | Águilas del Zulia   | 4-3       | Criollos de Caguas  | Nuevo Estadio Tomateros |
| 2 de febrero | 19:00 | Águilas de Mexicali | 7-2       | Tigres del Licey    | Nuevo Estadio Tomateros |
| 3 de febrero | 15:00 | Criollos de Caguas  | 1-6       | Alazanes de Granma  | Nuevo Estadio Tomateros |
| 3 de febrero | 19:00 | Águilas del Zulia   | 1-5       | Águilas de Mexicali | Nuevo Estadio Tomateros |
| 4 de febrero | 13:00 | Tigres del Licey    | 2-10      | Criollos de Caguas  | Nuevo Estadio Tomateros |
| 4 de febrero | 17:00 | Alazanes de Granma  | 3-8       | Águilas del Zulia   | Nuevo Estadio Tomateros |
| 5 de febrero | 13:00 | Tigres del Licey    | 3-4       | Águilas del Zulia   | Nuevo Estadio Tomateros |
| 5 de febrero | 17:00 | Águilas de Mexicali | 0-4       | Alazanes de Granma  | Nuevo Estadio Tomateros |

## Fase eliminatoria
|  | Semifinales | Semifinales         | Semifinales         |                     |                    | Final              | Final | Final |  |
|  |             |                     |                     |                     |                    |                    |       |       |  |
|  |             |                     |                     |                     |                    |                    |       |       |  |
|  | 1           | Águilas del Zulia   | 6                   |                     |                    |                    |       |       |  |
|  | 1           | Águilas del Zulia   | 6                   |                     |                    |                    |       |       |  |
|  | 4           | Criollos de Caguas  | 9                   |                     |                    |                    |       |       |  |
|  | 4           | Criollos de Caguas  | 9                   |                     | Criollos de Caguas | Criollos de Caguas | 1     |       |  |
|  |             |                     |                     |                     | Criollos de Caguas | Criollos de Caguas | 1     |       |  |
|  |             |                     | Águilas de Mexicali | Águilas de Mexicali | 0                  |                    |       |       |  |
|  | 3           | Alazanes de Granma  | Águilas de Mexicali | Águilas de Mexicali | 0                  | 0                  |       |       |  |
|  | 3           | Alazanes de Granma  |                     |                     |                    | 0                  |       |       |  |
|  | 2           | Águilas de Mexicali | 1                   |                     |                    |                    |       |       |  |
|  | 2           | Águilas de Mexicali | 1                   |                     |                    |                    |       |       |  |
|  |             |                     |                     |                     |                    |                    |       |       |  |

### Semifinales
| Fecha        | Hora  | Visitante          | Resultado | Local               | Estadio                 |
| ------------ | ----- | ------------------ | --------- | ------------------- | ----------------------- |
| 6 de febrero | 13:00 | Criollos de Caguas | 9-6       | Águilas del Zulia   | Nuevo Estadio Tomateros |
| 6 de febrero | 17:00 | Alazanes de Granma | 0-1       | Águilas de Mexicali | Nuevo Estadio Tomateros |

### Final
| Fecha        | Hora  | Visitante          | Resultado | Local               | Estadio                 |
| ------------ | ----- | ------------------ | --------- | ------------------- | ----------------------- |
| 7 de febrero | 19:00 | Criollos de Caguas | 1-0 (10)  | Águilas de Mexicali | Nuevo Estadio Tomateros |

## Campeón
| Bandera de Puerto Rico               |
| Campeón Criollos de Caguas 4° título |
|                                      |

## Reconocimientos y premios
Los siguientes fueron los reconocimientos y premios entregados:
| Posición            | Jugador                                |
| ------------------- | -------------------------------------- |
| Receptor            | Sebastián Valle (Águilas de Mexicali)  |
| Primera base        | William Saavedra (Alazanes de Granma)  |
| Segunda base        | Carlos Benítez (Alazanes de Granma)    |
| Tercera base        | David Vidal (Criollos de Caguas)       |
| Campocorto          | Freddy Galvis (Águilas del Zulia)      |
| Jardinero izquierdo | Jason Bourgeois (Águilas de Mexicali)  |
| Jardinero central   | Chris Roberson (Águilas de Mexicali)   |
| Jardinero derecho   | Ronier Mustelier (Águilas de Mexicali) |
| Lanzador abridor    | Lázaro Blanco (Alazanes de Granma)     |
| Lanzador relevista  | Jake Sánchez (Águilas de Mexicali)     |
| Mánager             | Roberto Vizcarra (Águilas de Mexicali) |

| Premio              | Jugador                                      |
| ------------------- | -------------------------------------------- |
| Jugador Más Valioso | David Vidal (Criollos de Caguas) Puerto Rico |

| Predecesor: Santo Domingo, DOM 2016 | Serie del Caribe Culiacán, 2017 | Sucesor: Jalisco, MEX 2018 |